# Produktkönigin

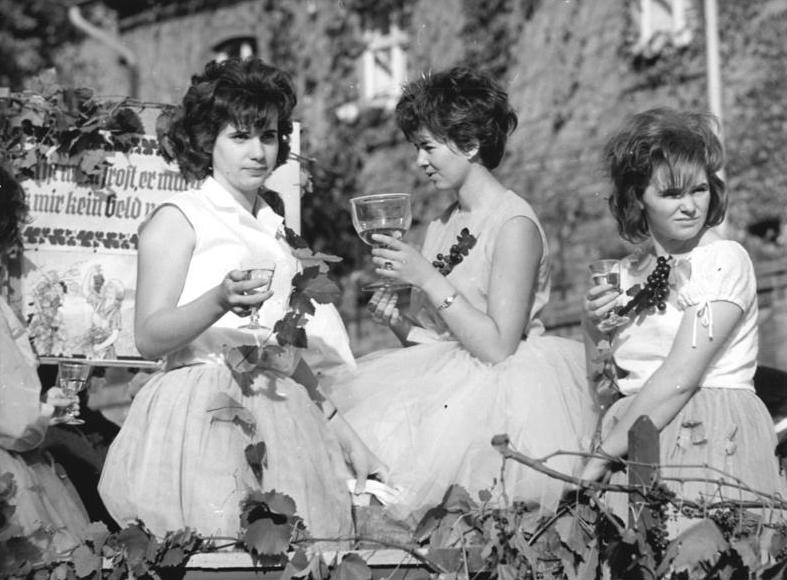
Festumzug der Weinkönigin von Höhnstedt (DDR, 1963)

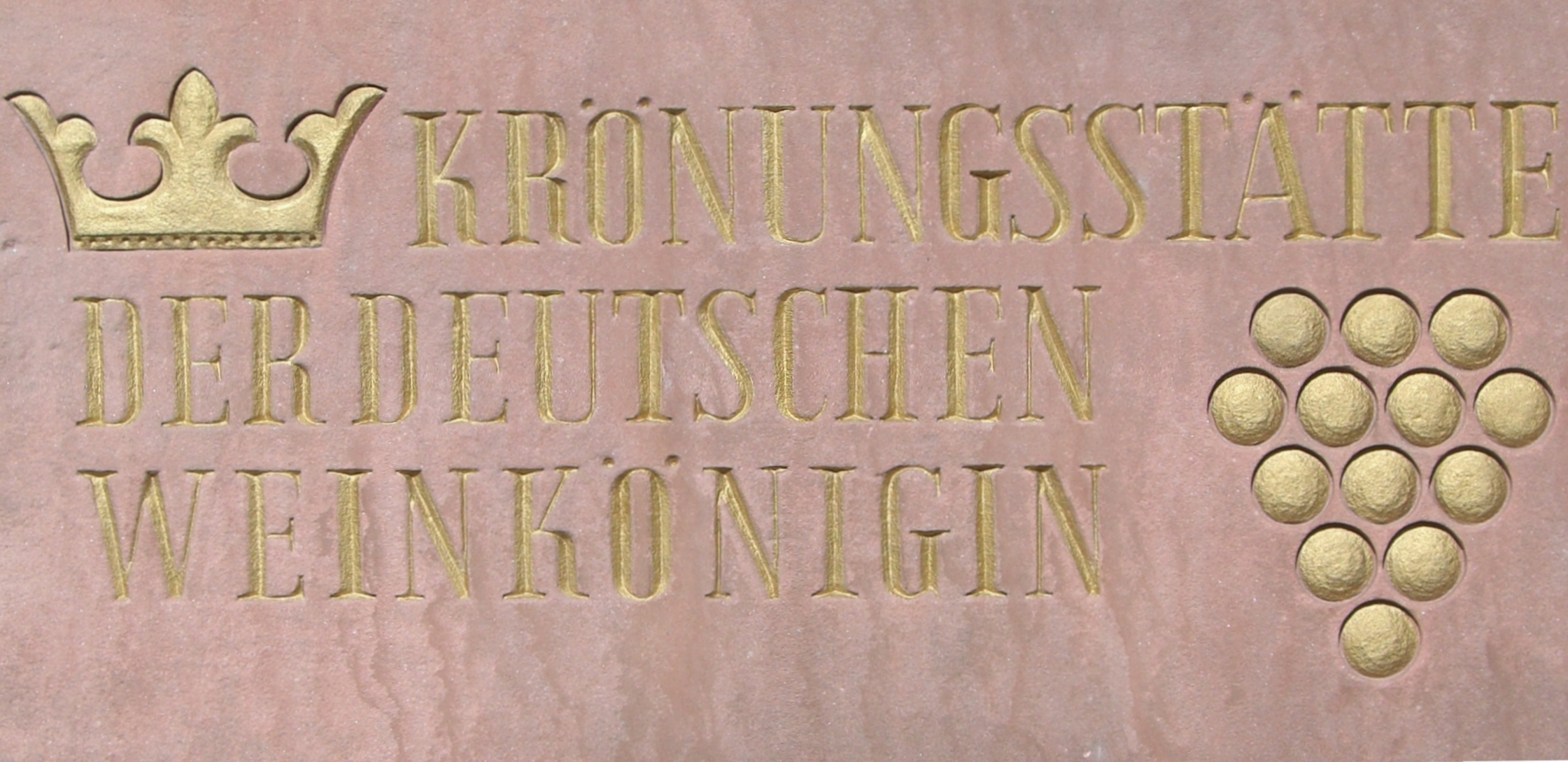
Inschrift beim Neustadter Saalbau

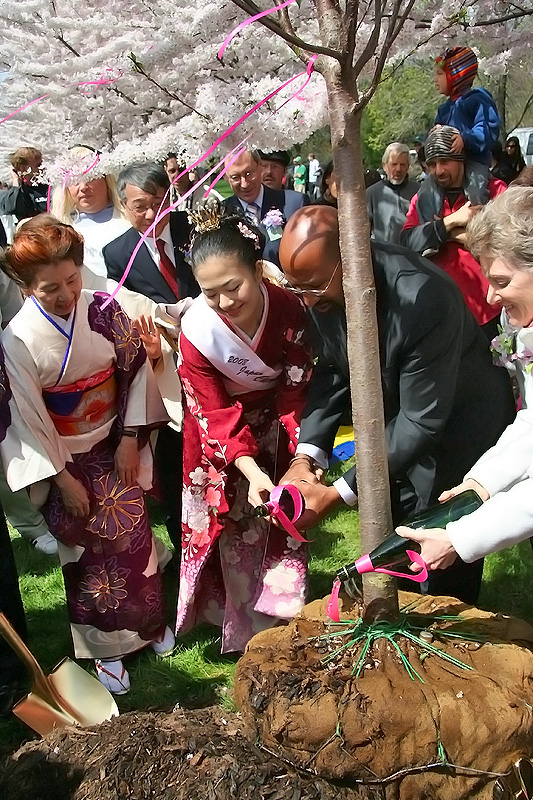
Die japanische Kirschblütenkönigin (Cherry Blossom Queen) des Jahres 2008 bei einer Zeremonie mit dem Bürgermeister von Philadelphia

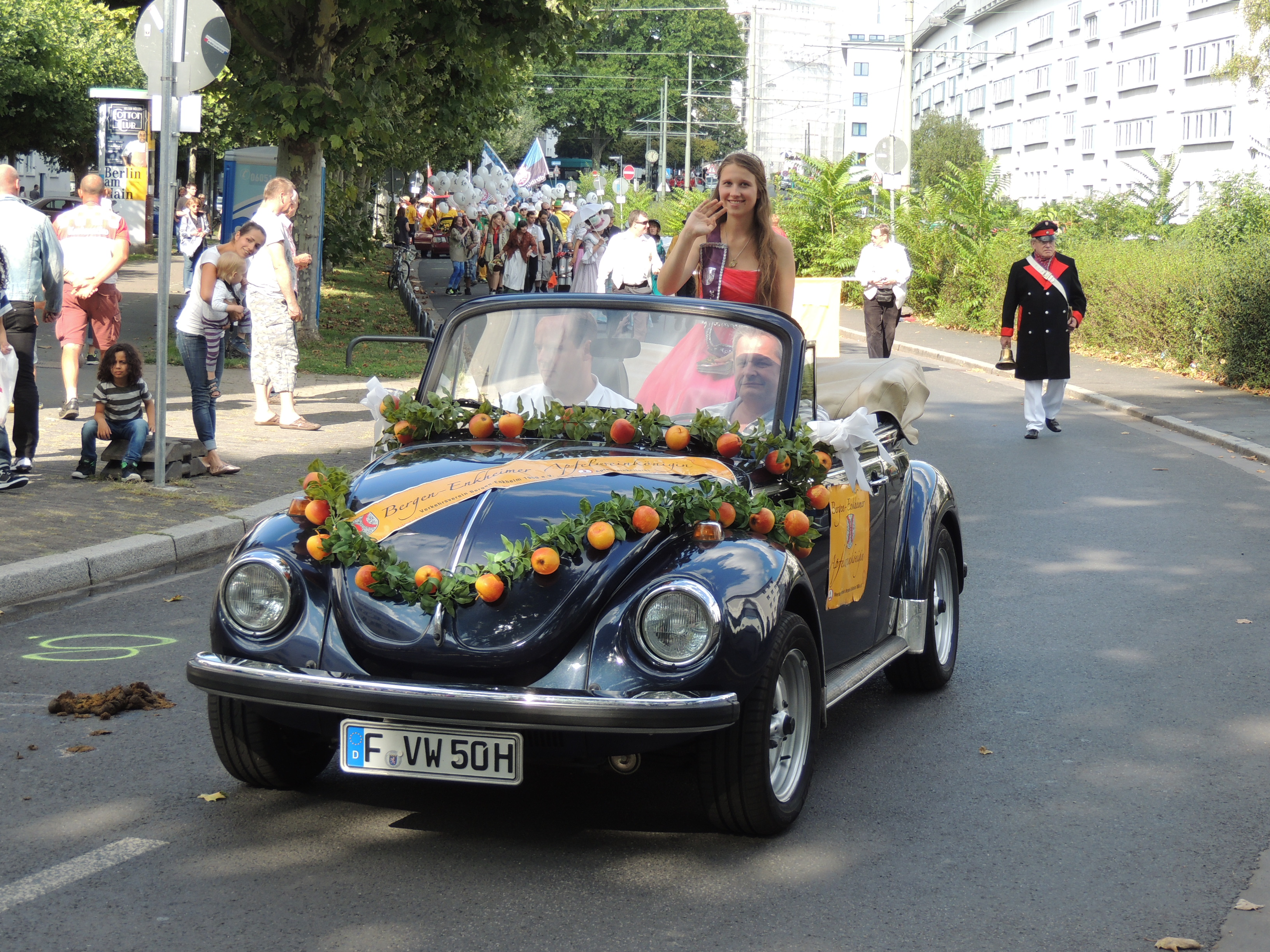
Die Apfelweinkönigin von Frankfurt-Bergen-Enkheim auf dem Kerbe-Festzug 2014 in Frankfurt-Bornheim

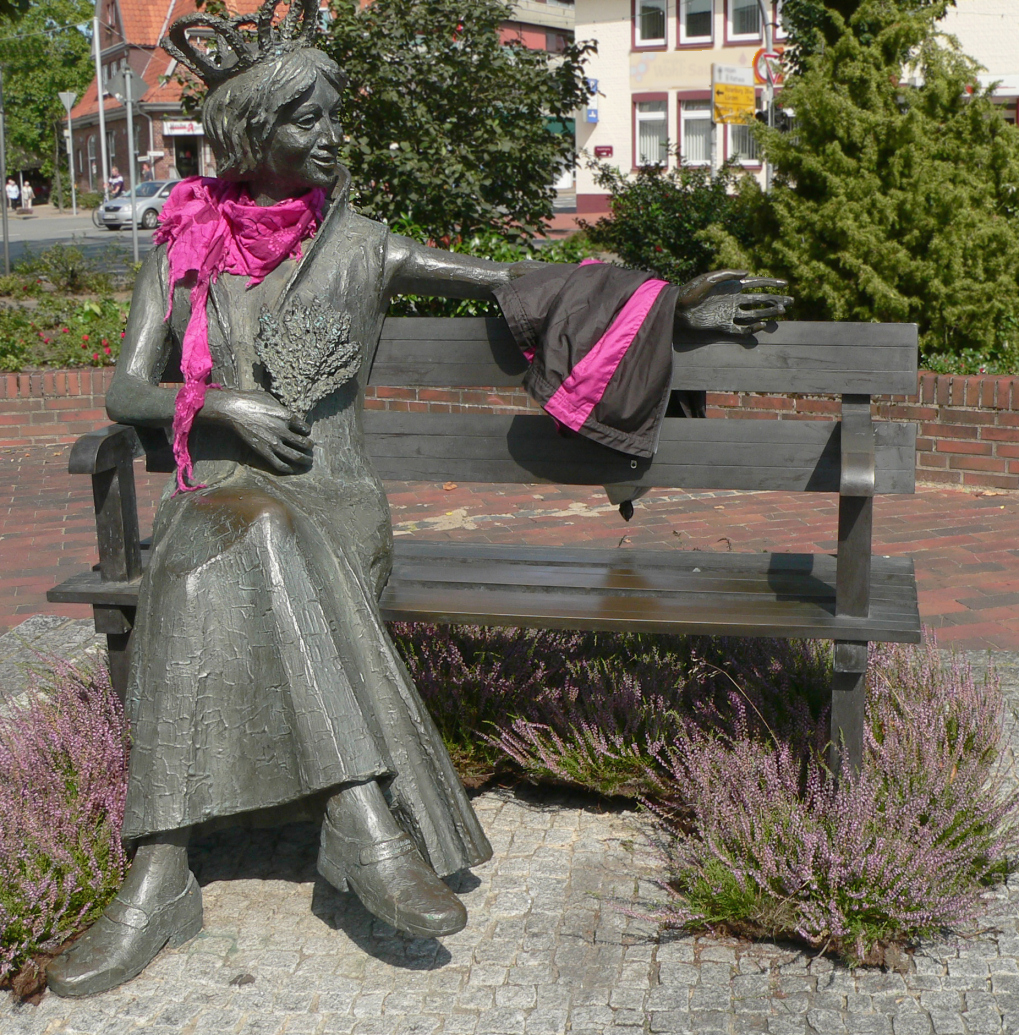
Eine Bronzeskulptur der Heidekönigin in Schneverdingen

Tricia Nixon, die US-amerikanische Azaleen-Königin des Jahres 1969

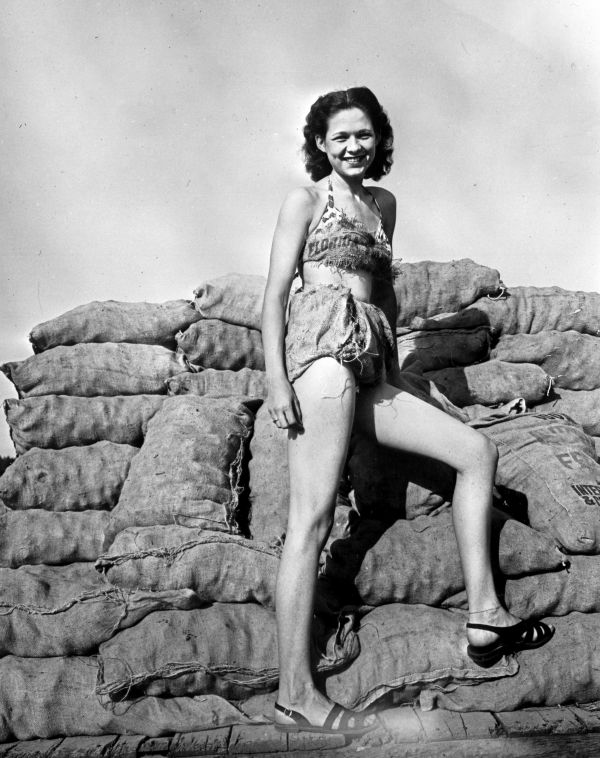
Peggy Davis, Kartoffelkönigin von Hastings, 1947

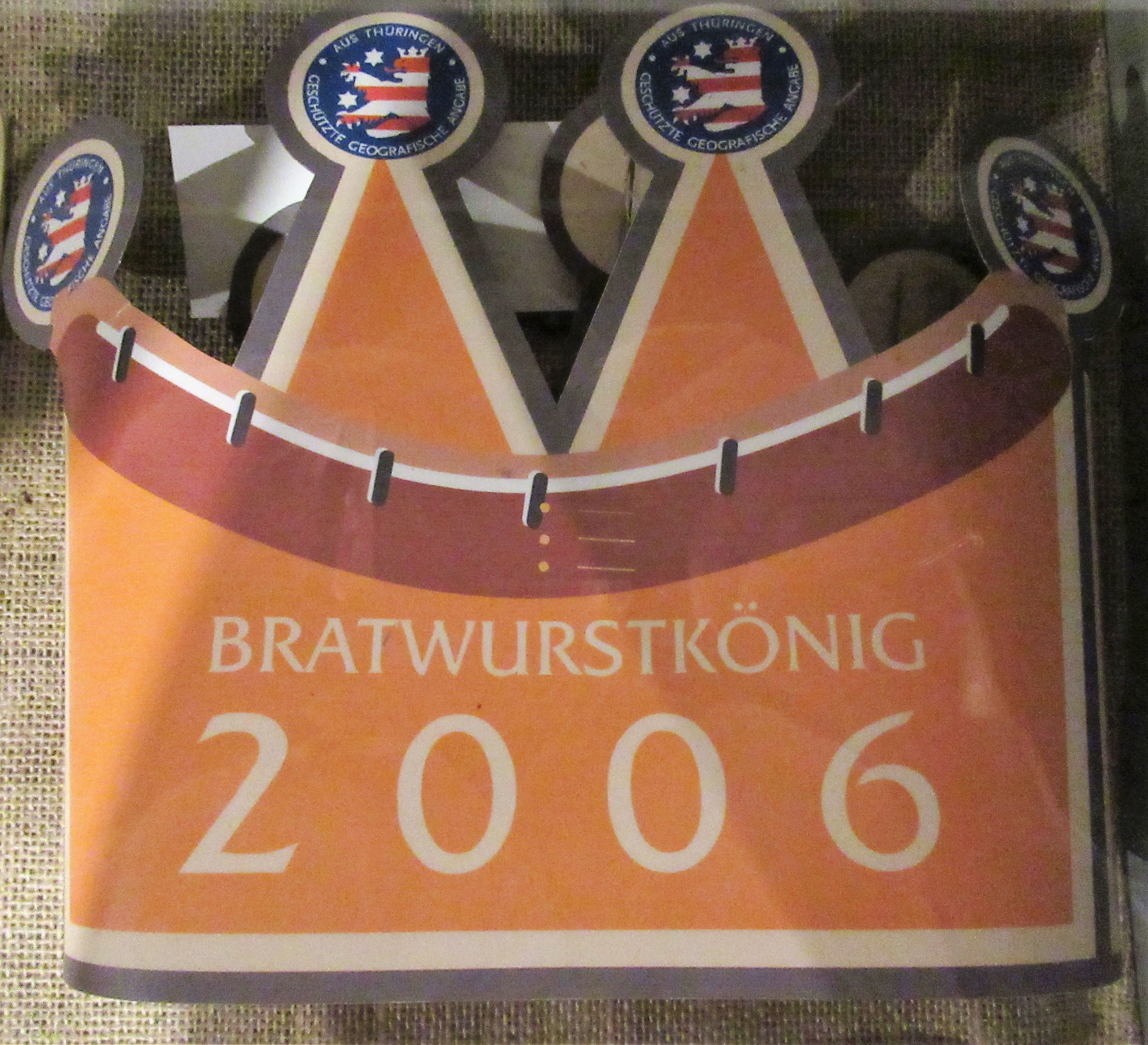
Beispiel für einen männlichen Produktpromoter: der Thüringer Bratwurstkönig; hier die erste Krone aus dem Jahr 2006

Als Produktkönigin (auch: Markenkönigin) wird die Repräsentantin einer Produktgruppe, einer Marke oder einer Region bezeichnet. Die auf Zeit gewählte Botschafterin zur Absatz- oder Tourismusförderung ist ein Instrument des Marketings und der Öffentlichkeitsarbeit. Die Funktion der Produktkönigin kann auch als Testimonial oder Werbefigur bezeichnet werden.

## Definition
Produktköniginnen werden meist von der Interessensvertretung einer Branche (Gattungsmarketing) oder Region initiiert. Es gibt sie vorwiegend in den Vereinigten Staaten sowie Europa. Eine Vielzahl von Produktköniginnen sind seit den 2000er Jahren vor allem in Deutschland entstanden. Neben dem Titel Königin werden die Repräsentantinnen (selten) auch als Prinzessinnen (z. B. die Deutsche Weinprinzessin), Gräfinnen oder Botschafterinnen bezeichnet. Besonders landwirtschaftliche Erzeugnisse werden von Produktköniginnen vertreten. Männer spielen als Marken- oder Produktbotschafter kaum eine Rolle.
Durch die Präsenz vor allem in lokalen Medien erhöht sich in der Regel das Ansehen als auch die Bekanntheit des Erzeugnisses. Der Einsatz meist junger und sympathischer Frauen bewirkt einen positiven Imagetransfer für das Produkt. Die überwiegend ehrenamtlichen Werbeträgerinnen entlasten zudem die Marketingbudgets der Betreiberorganisationen. Produktköniginnen werden in Deutschland bei der Vermarktung zunehmend genutzt:

„Der intensive Einsatz von Produktbotschafterinnen durch Verbände und Unternehmen zeigt, dass dieses Marketinginstrument nichts an Aktualität verloren hat.“

„Weinhoheiten sind heute ein modernes Marketing-Instrument.“

## Geschichte
Erste Produktköniginnen wurden in den Vereinigten Staaten gekürt. Dort werden landwirtschaftliche Erzeuger seit Beginn des 20. Jahrhunderts von ihnen vertreten. Am populärsten sind hier die Repräsentantinnen der Milchindustrie (Dairy Princesses). Daneben gibt es in vielen Regionen Apple-, Farm-, Peanut-, Potatoe-, Pumpkin-, Tobacco- oder Turkey-Queens. Andere Hoheiten sind mit regionalen Veranstaltungen verbunden. So gibt es seit 1933 eine Rosenkönigin (Rose Queen) anlässlich des Tyler Rose Festivals in Tyler (Texas). Besonders bei den Wahlen zu den US-amerikanischen Festivalköniginnen ist der Übergang zwischen Produkt- und Schönheitskönigin fließend. Eine Besonderheit ist der 1968 in Kalifornien initiierte Cherry Blossom Court. Die jeweils rund fünf Kirschblütenhoheiten, die zum jährlichen Cherry Blossom Festivals gewählt werden, vertreten US-Amerikaner japanischer Herkunft und sollen der Festigung des japanisch-amerikanischen Verhältnisses dienen. In den 1950er und 1960er Jahren wurden – ebenfalls in Kalifornien – Weinköniginnen gekürt. Bereits seit 1931 werden in Deutschland Weinköniginnen und seit 1985 auch Milchköniginnen (Bayerische Milchkönigin) gewählt. Eine größere Bedeutung haben im süddeutschen Raum auch Königinnen im Umfeld der Bierherstellung (z. B. die Bayerische Bierkönigin, die Württembergische Bierkönigin, die Rettenberger Bierkönigin oder die Hallertauer und Haunstetter Hopfenköniginnen).
Daneben gibt es eine große Anzahl an Produktköniginnen in allen deutschen Bundesländern. Vertreten werden Produkte wie Apfelweine, Äpfel, Bernsteine, Bienen, Erdbeeren, Fische, Gerste, Gurken, Honig, Hyazinthen, Nudeln, Kartoffeln, Käse, Kirschen, Kohl, Kräuter, Kreide, Krokusse, Kürbisse, Lamm, Lavendel, Meerrettich, Mehl, Most, Nelken, Nussknacker, Pellkartoffeln, Perlen, Pflaumen, Porzellan, Rhododendron, Raps, Rosen, Salz, Schokolade, Sonnenblumen, Spargel, Suppen, Wacholder, Wasser, Weißwürste, Weizen, Zucker oder Zuckerrüben. Verschiedene Königinnentitel sind der Blüte- oder der Erntezeit gewidmet. Andere bewerben regionale Besonderheiten, wie die Pfrontener Bergwiesenkönigin, die Elbauenkönigin (Elbe-Parey), die Prenzlauer Schwanenkönigin, die Korbstadtkönigin (Lichtenfels) oder verschiedene Waldköniginnen. Schließlich repräsentieren Produktköniginnen auch Volksfeste wie das Lichterfest (Kummerower See), den Gillamoos in Abensberg oder das Nürnberger Volksfest. Alleine Hessen verfügt über Hunderte von Produkthoheiten.
Als Interessensvertretung in Deutschland wurde im Januar 2003 die Arbeitsgemeinschaft Deutsche Königinnen e. V. mit Sitz in Witzenhausen gegründet. Anfang 2018 waren 150 Produktköniginnen aus 16 Bundesländern und Südtirol Mitglied in diesem Verband. Die Arbeitsgemeinschaft organisiert die Parade der Produktköniginnen Deutschlands. Dieses Treffen fand im Jahr 2014 auf der Messe Grüne Woche in Berlin statt.

## Beispiele aus Österreich
Seit 1955, dem Jahr der Unterzeichnung des Österreichischen Staatsvertrags, wird im zweijährigen Rhythmus eine Niederösterreichische Weinkönigin gekürt, die in der Regel zwei Jahre lang im Amt ist und im Anschluss an ihre Tätigkeit auf Landesebene ein Jahr lang als Österreichische Weinkönigin amtiert (das Amt der Österreichischen Weinkönigin wird abwechselnd ein Jahr lang von der bis dahin regierenden Niederösterreichischen Weinkönigin und der vormaligen Burgenländischen Weinkönigin ausgeübt). Die jungen Kandidatinnen für dieses Amt müssen einen familiären Bezug zum Weinbau und ein gewisses Maß an weinbaulichen und weinkulturellen Fachkenntnissen aufweisen.
In Preding, Südwest-Steiermark, wird seit 1976 jährlich beim Kürbisfest (Ende August) am Marktplatz ein Kürbisbürgermeister aus einem Kreis mit großem Brustlatz um einen Tisch sitzender Männer bestimmt. Das Verfahren geht auf eine alte Legende zurück. Ein Kürbis, in der Region bedeutendes Landwirtschaftsprodukt zur Erzeugung von Kürbiskernöl, wird von einer Aufhängung abgeschnitten, fällt in eine in Tischmitte stehende Pfanne mit Maisbrei. Eine Jury bestimmt denjenigen, der am meisten Spritzer des Breis abbekam als Kürbisbürgermeister.
Ein Kürbisprinzenpaar wird in Fürstenfeld gewählt, sowie eine Kürbisprinzessin im Retzer Land, wo Ende Oktober ein Kürbisfest in Unterretzbach und Zellerndorf gefeiert wird.
In Spitz an der Donau feiern Prinz Marillus und Prinzessin Aprikosia am „Spitzer Marillenkirtag“ die Wachauer Marille.

## Trivia
Verschiedene deutsche Politikerinnen waren Produktköniginnen, darunter: Marita Bäuerlein (Weinkönigin), Sylvia Benzinger (Weinkönigin), Friedlinde Gurr-Hirsch (Weinkönigin), Julia Klöckner (Weinkönigin), Gerdi Staiblin (Kirschenkönigin und Weinprinzessin), Marie-Elisabeth Steffen (Weinkönigin), Julia Wegmann (Milchkönigin) und Emmi Zeulner (Korbstadtkönigin).
Ulrike Neradt (Deutsche Weinkönigin 1972/73) war von 1994 bis 2007 eine Moderatorin der Sendung „Fröhlicher Weinberg“ des SWR. Die Bayerische Milchkönigin der Jahre 1995/96, Claudia Fenzel (geb. Reischl), war Teilnehmerin der zweiten Staffel der Serie „Landfrauenküche“ des Bayerischen Fernsehens.
In Norfolk in Virginia werden seit 1954 jährlich Azaleen-Königinnen (Queen Azalea) des Azaleen-Festivals gekrönt. Dabei werden enge Verwandte von bedeutenden Politikern, Wissenschaftlern oder Offizieren aus dem In- und Ausland ausgewählt. So wurden 1965 Luci Baines Johnson (Tochter von US-Präsident Lyndon Baines Johnson), 1969 Tricia Nixon (Tochter von US-Präsident Richard Nixon), 1970 Ulrike Ahlers (Tochter des deutschen Politikers Conrad Ahlers), 1975 Valerie Anne Giscard d’Estaing (Tochter des französischen Präsidenten Valéry Giscard d’Estaing), 1976 Suzan Elizabeth Ford (Tochter von US-Präsident Gerald Ford), 1977 Cecile Gräfin Lambsdorff (Tochter von Otto Graf Lambsdorff), 1997 Jennie Eisenhower (Enkeltochter von US-Präsident Dwight D. Eisenhower) und 1999 Susanne Scharping (Tochter des deutschen Politikers Rudolf Scharping) zur Königin gekürt.